# Biougra
Biougra (en àrab بيوڭرى, Biyūgrà; en amazic ⴱⵉⵢⴳⵯⵔⴰ) és un municipi de la província de Chtouka-Aït Baha, a la regió de Souss-Massa, al Marroc. Segons el cens de 2014 tenia una població total de 37.933 persones. Està situat a 17 km d'Aït Melloul i a 37 km d'Agadir.

## Galeria

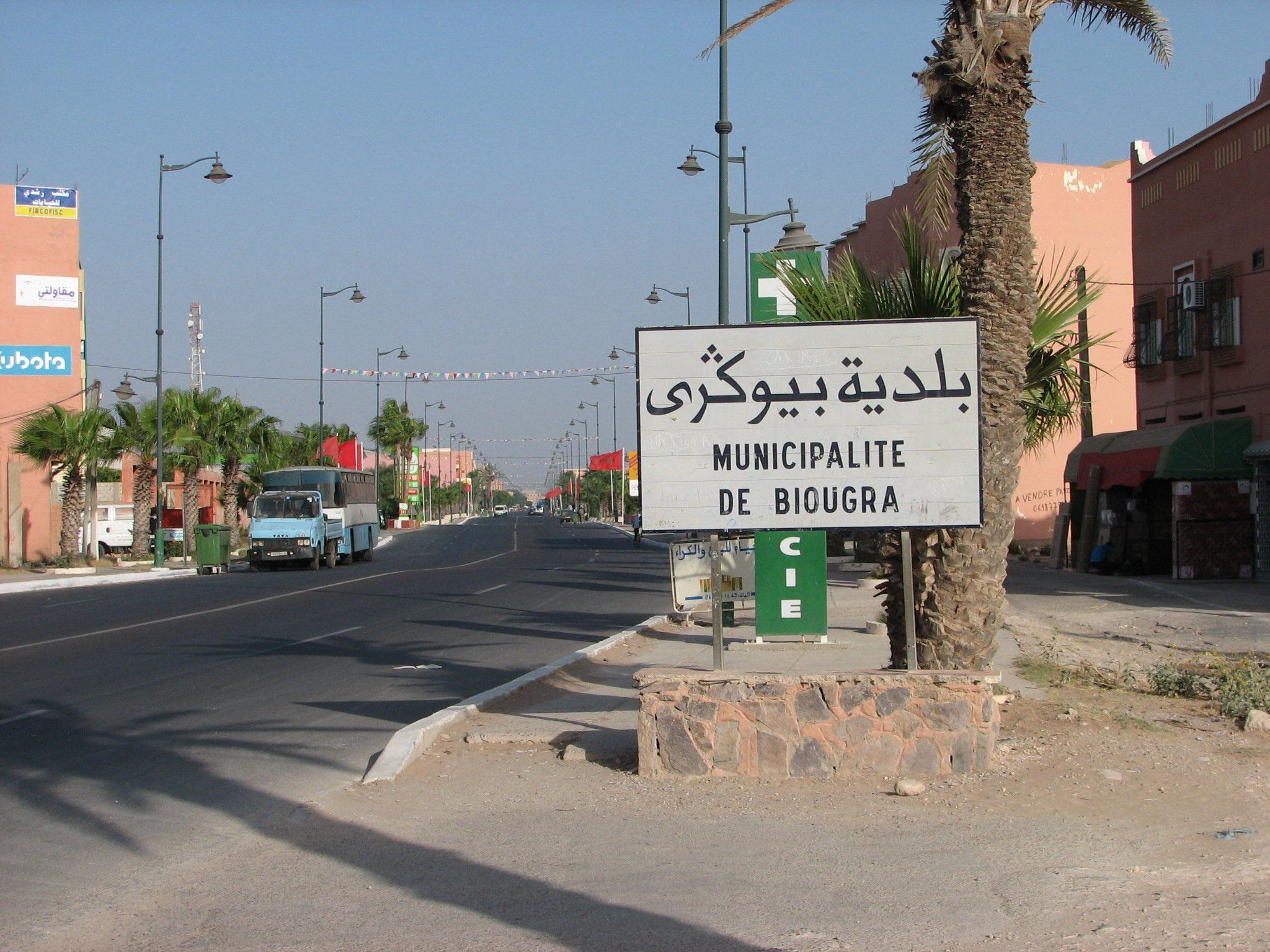
Entrada de Biougra
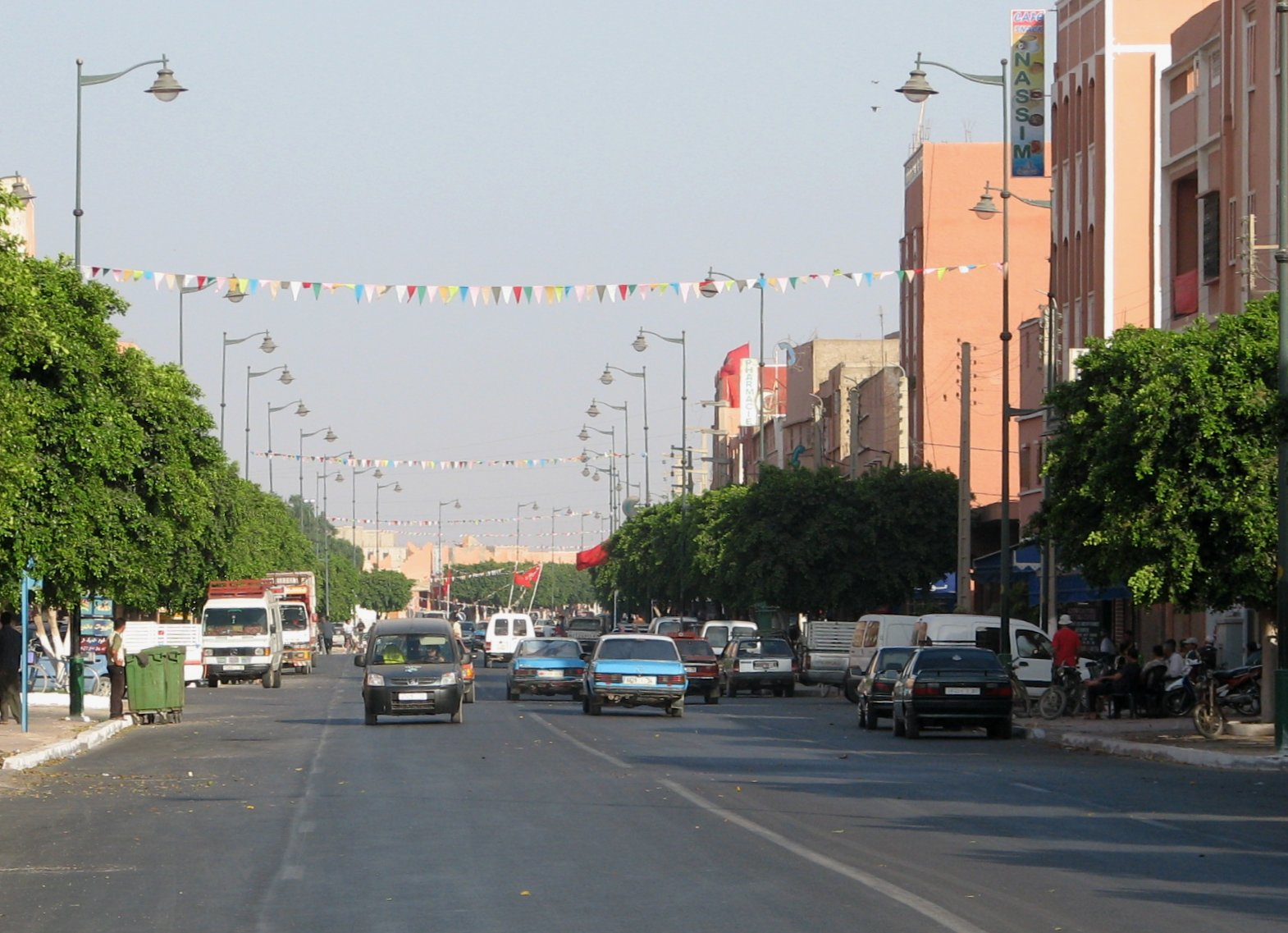
Avenue Hassan II, a Biougra
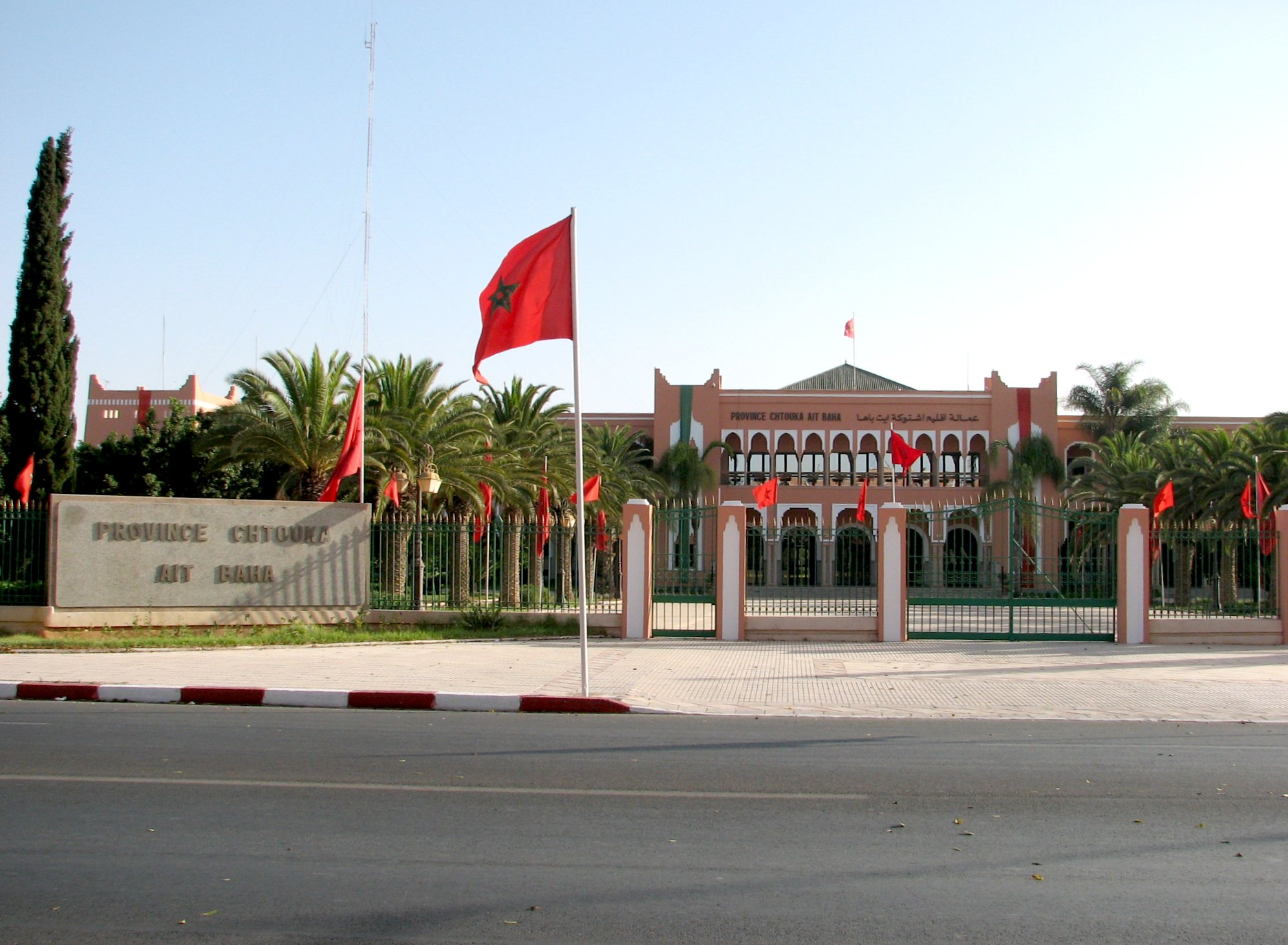
Seu de la província de Chtouka-Aït Baha
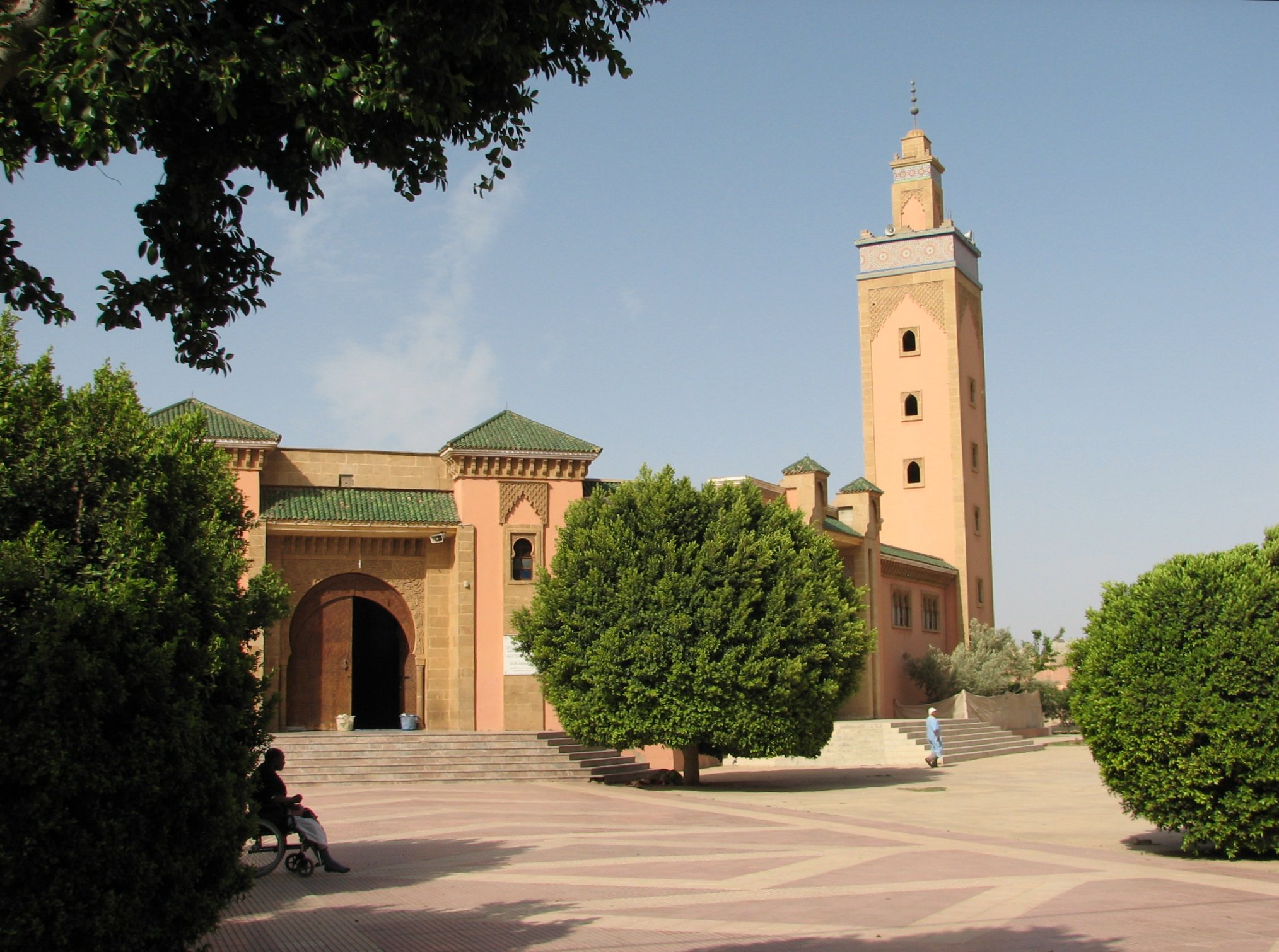
Mesquita de l'imam Muhàmmad ibn Sulayman al-Jazulí